# 罗定站
羅定站為广東羅定鐵路總公司管理，原訂以罗岑铁路到達岑溪為總站，但因資金嚴重不足，導致鐵路以羅定為終點站。由于铁路自通车以来因运量不足出现亏损，政府于2006年把罗定铁路公司拍卖，至7月由深圳市中技实业集团有限公司以4,186万元收购公司全部股权，使之成为21世纪中国首条民营铁路。2018年收编为国有。